# Ievgueni Jerdi
Ievgueni Nikolaïevitch Jerdi (en russe : Евгений Николаевич Жердий) est un aviateur soviétique, né le 3 avril 1914 et décédé le 14 juillet 1942. Pilote de chasse et As de la Seconde Guerre mondiale, il fut distingué par le titre de Héros de l'Union soviétique.

## Carrière
Ievgueni Jerdi est né le 3 avril 1914 dans le village de Velikaïa Viska, dans l'actuelle oblast de Kirovograd, en Ukraine. Il s'engagea dans les rangs de l'Armée rouge en 1937 et fut breveté pilote au collège militaire de l'Air de Tchougouïev en 1940.
En mai 1942, il fut muté, en tant que leitenant (sous-lieutenant) et chef de zveno (patrouille aérienne) au 273e régiment de chasse aérienne (273.IAP), alors équipé de chasseurs Yak-1. Il opéra dans le secteur de Kharkov. Le 14 juillet 1942, lors d'un combat contre quatre Messerschmitt Bf 109, au-dessus du village de Goussinka, après avoir abattu un premier adversaire et ses munitions étant épuisées, il aborda en plein ciel un second appareil ennemi (taran), avant de sauter lui-même en parachute : ce dernier ne s'ouvrit pas et il se tua en s'écrasant au sol.

## Palmarès et décorations

### Tableau de chasse
Ievgueni Jerdi est crédité de 8 victoires homologuées, dont 4 individuelles, y compris 1 taran, et 4 en coopération, obtenues au cours de 75 missions.

### Décorations
- Héros de l'Union soviétique le 5 novembre 1942, à titre posthume ;
- Ordre de Lénine ;
- Ordre de l'Étoile rouge.

## Note
1. ↑  De citoyenneté soviétique et de nationalité ukrainienne, selon sa fiche biographique sur le site www.warheroes.ru.
2. ↑  Указ Президиума Верховного Совета СССР ««О присвоении звания Героя Советского Союза начальствующему составу Красной Армии» от 5 няобря 1942 года // Ведомости Верховного Совета Союза Советских Социалистических Республик : газета. — 1942. — 7 ноября (№ 40 (199)). — С. 3.